# Acide tricarboxylique

Acide citrique, un acide tricarboxylique.

Un acide tricarboxylique est un composé organique possédant trois groupes fonctionnels carboxyle –COOH. Il s'agit donc d'un triacide carboxylique. L'exemple le plus familier d'un acide tricarboxylique est l'acide citrique, qui donne son goût acide au citron.
Ci-dessous figurent quelques exemples d'acides tricarboxyliques importants en biochimie, car ils interviennent dans le cycle de Krebs, lui-même parfois appelé tricarboxylic acid cycle (TCAC ou TCA cycle) en anglais :
- acide citrique HOOC–CH2–HOC(COOH)–CH2–COOH,
- acide aconitique HOOC–HC=C(COOH)–CH2–COOH,
- acide isocitrique HOOC–CHOH–CH(COOH)–CH2–COOH,
- acide oxalosuccinique HOOC–CO–CH(COOH)–CH2–COOH.

L'acide tricarballylique HOOC–CH2–CH(COOH)–CH2–COOH, également tricarboxylique, est un inhibiteur de l'aconitase, l'enzyme qui isomérise le citrate en isocitrate via le cis-aconitate, car l'absence d'hydroxyle –OH bloque la réaction de déshydratation qui se déroule normalement avec l'acide citrique.
Il existe bien d'autres acides tricarboxyliques, qui n'ont cette fois aucun rapport avec l'acide citrique, tels que l'acide trimésique, composé aromatique correspondant à l’acide benzène-1,3,5-tricarboxylique.